# Феодор (Малаханов)
Архиепископ Фео́дор (в миру Андре́й Леони́дович Малаха́нов; 13 июня 1978, Снежное, Донецкая область) — архиерей Русской православной церкви, архиепископ Петропавловский и Камчатский. Наместник Камчатского Свято-Пантелеимонова мужского монастыря.

## Биография
В 1995 году окончил школу. В 1996 году поступил на дневное отделение физико-технического факультета Московского государственного горного университета, где в 2000 году получил диплом бакалавра, а в 2002 году защитил диплом с присуждением квалификации инженера-физика по специальности «Физические процессы горного и нефтегазового производства».
В марте 2002 года поступил насельником в Михайло-Архангельский мужской монастырь в селе Козиха Новосибирской области. В том же году поступил на заочное отделение Томской духовной семинарии.
14 апреля 2003 года архиепископом Новосибирским и Бердским Тихоном пострижен в монашество с наречением имени Феодор в честь праведного Феодора Томского.
29 февраля 2004 года архиепископом Новосибирским Тихоном рукоположён в сан иеродиакона, а 7 марта того же года ― в сан иеромонаха.
В 2005 году назначен благочинным Михайло-Архангельского монастыря села Козиха Новосибирской области.
В 2007 году заочно окончил Томскую духовную семинарию. В том же году поступил на заочный сектор Московской духовной академии.
В сентябре 2007 году назначен помощником первого проректора Новосибирской духовной семинарии, 5 июля 2010 года был определён проректором по воспитательной работе Новосибирской духовной семинарии. 
22 марта 2011 года наместник Михайло-Архангельского монастыря Артемий (Снигур) был избран, а 10 апреля 2011 года рукоположен во епископа Петропавловского и Камчатского. Епископ Артемий предложил иеромонаху Феодору последовать за ним на Камчатку, и мае иеромонах Феодор был переведён в клир Петропавловской епархии.
В июне 2011 году назначен руководителем миссионерского отдела Петропавловской епархии.
С середины 2012 года исполнял обязанности наместника епархиального Свято-Пантелеимонова мужского монастыря.
В феврале 2013 года назначен сопредседателем Попечительского совета строительства на территории Пантелеимонова монастыря Камчатского Морского собора в память всех, не вернувшихся из моря.
26 декабря 2013 года решением Священного Синода Русской Православной Церкви иеромонах Феодор был официально утверждён в должности наместника Камчатского Пантелеимонова монастыря.
5 января 2014 года в нижнем приделе Петропавловск-Камчатского Троицкого кафедрального собора был возведён в сан игумена епископом Петропавловск-Камчатским Артемием (Снигуром). 
26 июля 2015 года, в день освящения нижнего храма Камчатского Морского собора, награждён епархиальной медалью имени митрополита Нестора (Анисимова).

### Архиерейство
15 июля 2016 года решением Священного синода РПЦ был избран епископом Вилючинским, викарием Петропавловско-Камчатской епархии.
17 июля 2016 года в Троицком храме Троице-Сергиевой лавры Патриарх Московский и всея Руси Кирилл возвёл игумена Феодора в сан архимандрита.
Вечером того же дня в Тронном зале Патриарших покоев Свято-Троицкой Сергиевой лавры состоялось наречение архимандрита Феодора во епископа Вилючинского.
14 августа 2016 года в Иоанно-Предтеченском соборе Зарайского кремля состоялась его хиротония  во епископа Вилючинского, викария Петропавловской епархии, которую совершили: Патриарх Кирилл, митрополит Крутицкий и Коломенский Ювеналий (Поярков), митрополит Санкт-Петербургский и Ладожский Варсонофий (Судаков), архиепископ Петропавловский и Камчатский Артемий (Снигур), епископ Илиан (Востряков), епископ Серпуховской Роман (Гаврилов), епископ Солнечногорский Сергий (Чашин), епископ Балашихинский Николай (Погребняк), епископ Искитимский и Черепановский Лука (Волчков), епископ Карасукский и Ордынский Филипп (Новиков), епископ Каинский и Барабинский Феодосий (Чащин), епископ Зарайский Константин (Островский), епископ Анадырский и Чукотский Матфей (Копылов).
В декабре 2017 году на кафедре церковной истории МДА защитил дипломную работу «История Петропавловской и Камчатской епархии в начале XX века. Внедрение декрета об отделении церкви от государства и школы».
28 декабря 2018 года решением Священного синода РПЦ назначен епископом Петропавловским и Камчатским.
3 января 2019 года в Успенском соборе Московского Кремля Патриархом Кириллом возведён в сан архиепископа.